# Marco Dino Brogi
Marco Dino Brogi OFM (ur. 12 marca 1932 w Aleksandrii w Egipcie, zm. 28 listopada 2020 we Florencji) – włoski duchowny katolicki, arcybiskup, oficjał w Sekretariacie Stanu Stolicy Apostolskiej.

## Życiorys
5 maja 1963 otrzymał święcenia kapłańskie.
13 grudnia 1997 został mianowany przez Jana Pawła II nuncjuszem apostolskim w Sudanie i Somalii oraz arcybiskupem tytularnym Città Ducale. Sakry biskupiej 6 stycznia 1998 r. udzielił mu w Rzymie sam papież.
5 lutego 2002 został nuncjuszem apostolskim w Egipcie.
27 stycznia 2006 został oficjałem w Sekretariacie Stanu Stolicy Apostolskiej.
Zmarł na COVID-19.